# 阮福綿𡧖
阮福綿𡧖（越南语：／，1835年4月26日—1854年7月13日），越南阮朝明命帝第六十八子，生母和嬪阮氏奎。
明命十六年三月二十九日（1835年4月26日），阮福綿𡧖在順化皇城出生。年少聰穎，秉性純良，為明命帝喜愛。紹治帝即位後也對他關愛有加。紹治三年（1843年）正月，受封為新安郡公（越南语：／）。嗣德七年六月十九日（1854年7月13日），阮福綿𡧖去世，壽二十歲，賜諡慧穆。葬於承天府香水縣居正總楊春下社，嗣德二十年（1867年），列祀展親祠。咸宜元年（1885年）秋，改祀親勳祠。

## 子女
紹治五年（1845年）七月，阮福綿𡧖獲御賜囗字部，但他沒有後代。
成泰年間，過繼同母兄奠國公阮福綿㝭之子為嗣子，改名阮福洪圃，襲封畿外侯。